# Peter Lesgaft
Peter Frantsevich Lesgaft (russe : Пётр Францевич Лесгафт) (21 septembre 1837 – 1909) était un enseignant, anatomiste, médecin et réformateur social russe. Il a été le fondateur du système moderne d'éducation physique et médico-pédagogique de contrôle de l'entraînement physique, l'un des fondateurs de l'anatomie théorique.
L'unité et l'intégrité de tous les organes dans le corps humain est à la base du système d'exercices qu'il a développé en vue du développement physique et de l'éducation intellectuelle, morale et esthétique.
L'Université d'État d'éducation physique, du sport et de la santé de Saint-Pétersbourg porte son nom.

## Biographie
Peter Lesgaft est né le 21 septembre 1837 à Saint-Pétersbourg. Il était le troisième fils d'un bijoutier d'origine allemande.
En 1861, il est diplômé de l'Académie impériale de médecine et de chirurgie de Saint-Pétersbourg et y exerce ensuite en tant que professeur d'anatomie.
En 1869, il devient professeur à l'Université de Kazan, mais il est bientôt exclu de l'enseignement pour sa critique ouverte de la non-scientificité des méthodes utilisées. En 1872, il devient consultant en gymnastique thérapeutique dans la consultation privée du docteur Berglindt.
De 1872 à 1874, il encadre un groupe de femmes russes autorisées pour la première fois à être employées au sein de l'Académie impériale de médecine et de chirurgie.
Il se fait connaitre par la publication d'une histoire du sport en Europe et de la Grèce antique et d'un article sur les gymnastiques naturelles, qui lui vaut d'être chargé de la formation physique des élèves officiers.
En 1875, il est parrainé par le ministère de l'armée russe pour passer deux étés en Europe de l'Ouest et étudier les systèmes d'éducation physique. Il visite alors plus de 26 villes dans 13 pays. Il étudie attentivement le système britannique, en visitant les écoles publiques anglaises, l'École centrale de Gymnastique de l'armée à Aldershot, l'Académie royale militaire de Woolwich et l'Université d'Oxford.
En 1876, il publie Relation de l'anatomie à l'éducation physique et Le but principal de l'éducation physique dans les Écoles. Il organise des cours pour les professeurs d'éducation physique des académies militaires — jusqu'alors inexistants.
En 1878, il est nommé second pro-recteur de l'Académie de médecine auprès du professeurs V. L. Gluber. En 1878, il devient enseignant d'anatomie à l'Université impériale de Saint-Pétersbourg.
En 1893, il crée le laboratoire de biologie qui, en 1918, deviendra l'Institut des sciences naturelles P. F. Lesgaft.
Il tombe gravement malade à l'automne 1909 et meurt le 28 novembre.